# Lego Супергерои DC: Лига Справедливости против Лиги Бизарро
«Lego Супергерои DC: Лига Справедливости против Лиги Бизарро» (англ. Lego DC Comics Super Heroes: Justice League vs. Bizarro League) — мультипликационный фильм, предназначенный для домашнего просмотра и основанный на персонажах «DC Comics». Фильм является третьим в линейке «Lego DC Comics» и вышел 10 февраля 2015 года.

## Сюжет
Жители Метрополиса напуганы разрушением детской площадки Бизарро — недалёким клоном Супермена, который принял карусель за ужасного осьминога и пытался спасти детей. Супермен быстро решает, что Бизарро нужен дом вдали от Земли, чтобы не создавать проблем, и переносит Бизарро на кубическую планету с обратной физикой. Вскоре Бизарро принимает свой новый дом и решает остаться.
Спустя год, Горилла Гродд, используя телепатический шлем, заставляет Гиганту атаковать Метрополис, пока подчинённые им Пингвин, Детстроук и Капитан Холод крадут необходимые ему технологии и... бананы. Супермен, Чудо-женщина, Бэтмен, Флэш, Зелёная Стрела, Пластикмен и новые члены Лиги Справедливости — Гай Гарднер из Корпуса Зелёных Фонарей и Киборг — побеждают злодеев.
Вернувшись в Зал Справедливости, Бэтмен и Чудо-женщина смотрят новостной сюжет о Супермене, нападавшим на корпорацию Лекса Лютора. Супермен же в это время делал бутерброды на кухне. Увидев новостные кадры, он понимает, что это Бизарро, и собирается всё уладить сам, но недоверчивый Бэтмен вместе с Чудо-женщиной, Зелёным Фонарём и Киборгом отправляется с ним.
На месте преступления они обнаруживают, что Бизарро намеревается похитить дубликатор, с помощью которого он и был создан из Супермена. Лучом дубликатора Бизарро создаёт из Бэтмена, Киборга, Зелёного Фонаря и Чудо-женщины клонов, назвавшихся соответственно Бэтзарро, Кизарро, Гринзарро и Бизаррой. Заморозив членов Лиги Справедливости, Бизарро забирает клонов на свою планету, прихватив с собой криптонитовую бомбу.
Освободившись, члены Лиги Справедливости отправляются вслед за Лигой Бизарро. Прибыв на планету Бизарро, они сталкиваются с тем, что не все их сверхспособности работают. Там же они обнаруживают, как клоны пытаются помешать Дарксайду и его приспешнику Десааду собирать разбросанные по планете камни, способные искажать законы физики. Лига Справедливости и Лига Бизарро объединяются, чтобы противостоять планам Дарксайда уничтожить Землю.
Супермен сражается с Дарксайдом, внезапно Бизарро бросает в него криптонитовую бомбу, неправильно полагая, что это поможет Супермену. Дарксайд благодарит незадачливого клона за помощь и атакует Землю, превратив Луну в куб. Человек-ястреб успевает защитить планету.
Умирающий Супермен предлагает своим друзьям использовать ещё больше камней, чтобы перегрузить источник энергии оружия Дарксайда. От чрезмерной энергии корабль Дарксайда взрывается, но ему удаётся спастись. Бизарро поглощает криптонитовую энергию от Супермена и возвращает того к жизни. Супермен принимает недотёпу, как брата, и обе Лиги отстраивают город Бизарро заново.
Тем временем Лекс Лютор находит упоминание о каком-то инопланетянине, который сможет помочь ему победить Лигу Справедливости.

## Роли озвучивали
- Бэтмен, Бэтзарро — Трой Бейкер
- Супермен, Бизарро — Нолан Норт
- Гай Гарднер/Зелёный Фонарь, Гринзарро — Дидрих Бадер
- Киборг, Кизарро — Хари Пейтон
- Флэш, Десаад — Джеймс Арнольд Тейлор
- Чудо-женщина, Бизарра — Кари Уолгрен
- Зелёная Стрела, Человек-ястреб[англ.] — Фил Моррис
- Лекс Лютор, Детстроук — Джон Ди Маджо
- Капитан Холод, Горилла Гродд — Кевин Майкл Ричардсон
- Гиганта — Эйприл Уинчелл
- Дарксайд — Тони Тодд
- Пингвин, Пластикмен — Томас Кенни